# Parco nazionale Agulhas
Il Parco nazionale Agulhas (in inglese Agulhas National Park) è un'area naturale protetta del Sudafrica che comprende la zona costiera circostante il Capo Agulhas, nella Provincia del Capo Occidentale.

## Territorio
L'Organizzazione idrografica internazionale considera Cape Agulhas l'estremo della linea di confine ufficiale che divide l'Oceano Indiano dall'Oceano Atlantico. Qui si scontrano la corrente di Agulhas (calda, proveniente dall'oceano Indiano) e la corrente del Benguela (fredda, proveniente dall'Atlantico). A causa dell'incontro delle correnti, le acque di fronte al Capo tendono a essere agitate e violente, soprattutto in inverno, con onde anomale che possono raggiungere i 30 metri di altezza. Come aiuto ai naviganti, sull'estremo lembo di terra del Capo fu costruito nel 1848 un faro, il secondo più antico fra quelli ancora funzionanti in Sudafrica. Quando sono calme, le acque vicino alla costa di Agulhas sono una delle migliori zone di pesca del Sudafrica. Vengono chiamate Agulhas Bank e hanno una profondità inferiore ai 100 metri. Solo a 250 chilometri dalla costa il fondale inizia a diventare più profondo.

## Punti di interesse

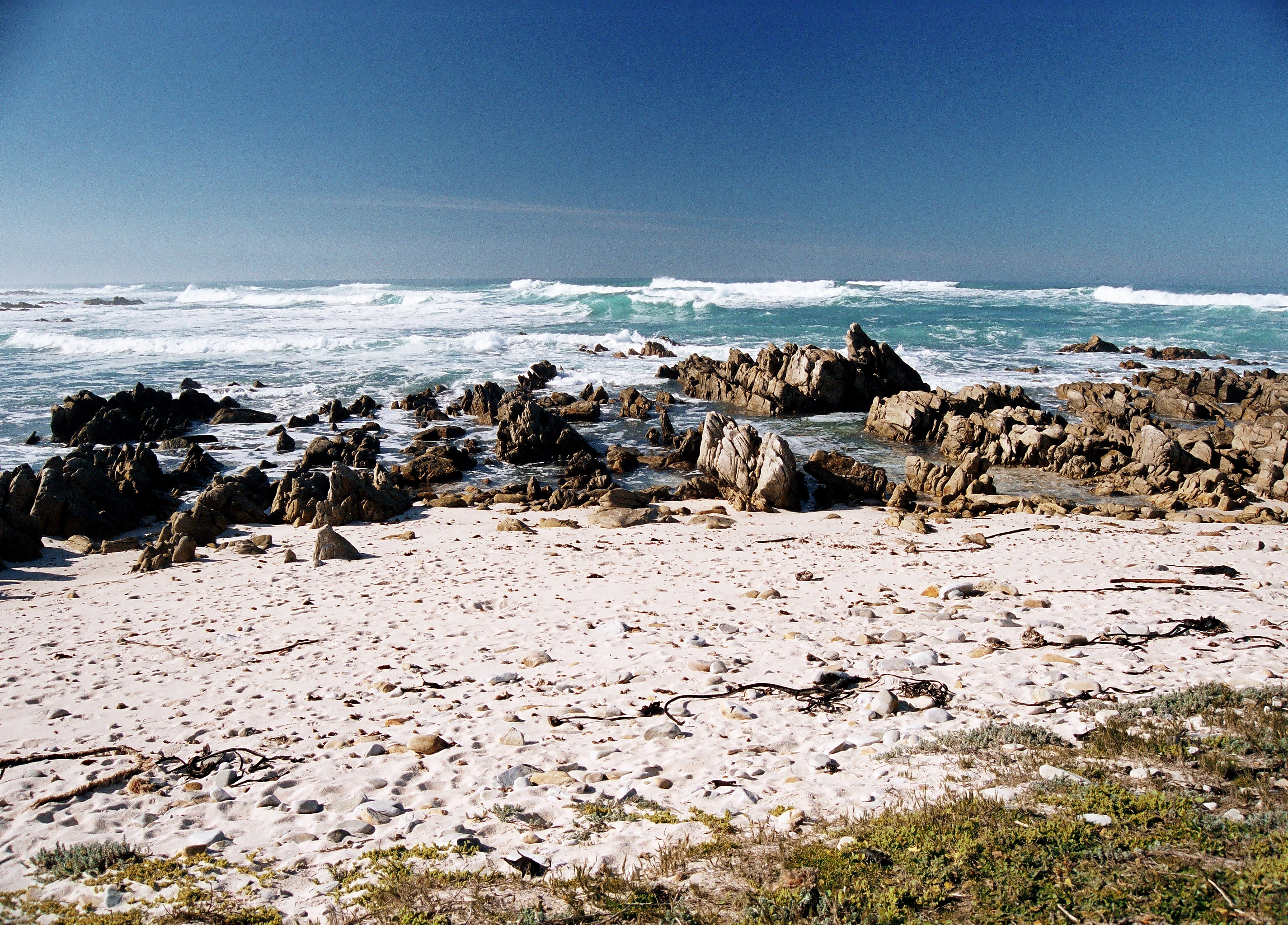
Scogli sulla costa di Capo Agulhas

Cape Agulhas è ovviamente il luogo meglio identificabile del parco. Essendo il punto più a sud dell'Africa e il punto di confine fra due oceani (entrambi fatti ben segnalati, il primo da un grande cartello esplicativo, il secondo da una targa in metallo), è una tappa di molti itinerari turistici nella zona meridionale del Sudafrica. L'incontro fra le correnti dei due oceani, di temperature diverse, fa sì che il mare sia spesso agitato e le precipitazioni frequenti; gli scogli aguzzi completano l'atmosfera minacciosa del luogo. Si può salire sulla cima del faro per osservare un ampio panorama della costa.